# ティンカーベル (ファッションブランド)
ティンカーベルはIAAZAJホールディングス株式会社にて、展開している子供服ブランド。

## 概要
- 1975年に子供服をメインとするアパレルメーカーとして創業。2011年には日本国内に直営店46店舗を展開していた。
- 2006年2月に玩具メーカー・トミーが買収を発表し[1]、現在はオリジナル商品に加えトミーと同業のタカラが合併して同年3月1日に発足したタカラトミーの子会社として、同社やグループ企業・タツノコプロのキャラクターを活用した製品を開発していた。
- 2015年12月、タカラトミーがティンカーベルの全株式を売却し[2]、株式会社マルカ[3]の子会社となった[4]。同年は直営店28店舗、フランチャイズ店2店舗となっていた。
- 2019年3月1日、親会社の株式会社マルカが名古屋地裁より破産手続開始の決定を受けた。(事件番号：平成31年(フ)第305号)
- 2020年5月、会社清算に当たり社名を株式会社TC[5]へ変更し、本店所在地を東京都千代田区へ移した。
- 2020年7月28日、東京地裁より清算株式会社として特別清算の開始を命ぜられた(事件番号：令和2年(ヒ)第2038号)。代表清算人は渡邊昌裕弁護士(東京都千代田区・わたなべ法律会計事務所)が就任。渡邊は親会社・株式会社マルカの自己破産申請の代理人を務めた。
- 2019年よりIAAZAJホールディングス株式会社(富山県砺波市)にて展開している。グループ事業会社である第一編物株式会社、株式会社エイゼット、株式会社アートジョイ、株式会社ST創和、母袋産業株式会社、有限会社エムケーにて企画・製造している。
- 2023年より学童野球チーム「出町TINKERBELL」のメインスポンサー。

## 主なブランド
- TINKERBELL
- ShirleyTemple
- CanRuler
- ComoCie